# Santa María Xadani
Santa María Xadani es una localidad del estado mexicano de Oaxaca. Es cabecera del municipio de Santa María Xadani.

## Historia
El 7 de enero de 1906 fue elevada la categoría de Municipio Libre y Soberano, siendo Gobernador del Estado el C. Lic. Emilio Pimentel.

## Tiponomía
Xadani significa "Pie del Cerro" y "Debajo del Cerro" en zapoteco. También es interpretado como "En las Faldas del Cerro".

## Tradiciones
La fiesta titular es la dedicada a la Santa Cruz celebrada en el primer viernes de Cuaresma, así mismo, se realiza la fiesta a San Francisco de Asís del 31 de septiembre al 5 de octubre y la de San Pedro del 27 al 29 de junio de cada año.
Las mayordomías, calendas, paseo de carros alegóricos y la famosa lavada de olla.

## Demografía
| Censo | Población |
| ----- | --------- |
| 1900  | 443       |
| 1910  | 952       |
| 1921  | 1 230     |
| 1930  | 1 170     |
| 1940  | 1 398     |
| 1950  | 1 825     |
| 1960  | 1 937     |
| 1970  | 2 310     |
| 1980  | 2 168     |
| 1990  | 4 871     |
| 1995  | 5 782     |
| 2000  | 5 591     |
| 2005  | 7 150     |
| 2010  | 7 613     |
| 2020  | 8 632     |